# Cristina Neagu
Cristina Georgiana Neagu (n. 26 august 1988, București, România) este o fostă jucătoare profesionistă de handbal din România. A evoluat la clubul CSM București până la sfârșitul sezonului 2024–2025, de unde s-a și retras din handbalul profesionist. Clubul a retras tricoul cu numărul 8, purtat de ea.
Cristina Neagu este singura handbalistă din istoria acestui sport recompensată de patru ori cu titlul de Cea mai bună handbalistă IHF a anului.
Din anul 2016, Cristina Neagu a fost și căpitanul echipei naționale a României.
S-a retras din activitatea competițională în anul 2025.

## Biografie
Cristina Neagu s-a născut pe 26 august 1988, la București, în cartierul Ghencea, în Republica Socialistă România. Ea are două surori mai mari.

### Copilăria și anii de juniorat (2000–2006)
Cristina Neagu a intrat în lumea handbalului întâmplător, în 2000, când avea doar 12 ani, la una din orele de sport, prin intermediul antrenoarei Maria Covaci, care venise să selecționeze fete pentru secția de handbal a Clubului Sportiv Școlar numărul 5. spune despre această întâlnire: „Am zis că nu am nimic de pierdut dacă merg și eu. Handbalul mi-a intrat la suflet din primul moment”.
Ca sportivă a Clubului Sportiv Școlar numărul 5, Cristina Neagu făcea antrenamente în săli diferite din București, de la ora 7 dimineața și de la ora 19 seara. Mai mult, era nevoită să plătească din buzunarul propriu deplasările la sală, cantonamentele și baremurile de arbitraj. În acea perioadă, Neagu era eleva liceului „Grigore Moisil” din București. Ca handbalistă, Neagu a fost desemnată „cea mai valoroasă jucătoare a lumii” la Campionatul European de Junioare din Austria, din 2005, unde echipa României a câștigat medalia de argint, fiind învinsă în finală de Danemarca. Neagu a mai câștigat medalia de bronz cu naționala de tineret la Campionatul Mondial de Tineret de la Sherbrooke, Canada, din 2006, fiind desemnată din nou „cea mai valoroasă jucătoare a lumii” la categoria respectivă, apoi medalia de bronz la Campionatului European de Junioare de la Izmir, în 2007.

### Evoluția la „Rulmentul” (2006–2009)
În 2006, la vârsta de 18 ani, a fost remarcată de clubul profesionist Rulmentul Municipal Brașov, fiind transferată la echipa antrenată de Mariana Târcă, fosta mare jucătoare a echipei naționale de handbal feminin a României. Cristina Neagu a devenit rapid componenta de bază a echipei „Rulmentul”, fiind declarată sportiva anului în Brașov.
În 2007, este convocată de antrenorul Gheorghe Tadici la Națională, fiind inclusă în echipa care a participat la Campionatul Mondial din Franța, unde România s-a clasat pe locul IV. În meciul în care echipa română a învins țara gazdă Neagu a strălucit, fiind cea mai bună jucătoare de pe teren. După meci, ea a declarat:
„Meciurile tari călesc orice jucător. Nu mi-a fost frică deloc, chiar dacă în fața mea era Valerie Nicolas. Domnul Tadici mi-a spus să arunc la poartă cu curaj și așa am făcut. E cea mai frumoasă seară din viața mea”
Sub bagheta Marianei Târcă și apoi a lui Herbert Müller, Cristina Neagu a avut evoluții spectaculoase în echipa „Rulmentului”, jucând, în 2008, în finala Cupei Cupelor, unde echipa brașoveană a fost învinsă de norvegienele de la Larvik HK cu scorul de 50-40. La „Rulmentul”, Neagu a fost coechipieră cu vechea sa prietenă Patricia Vizitiu, jucătoarele rămânând nedespărțite și în ziua de azi.
În campionatul intern, cu ea în echipă, „Rulmentul Municipal Brașov” a devenit vicecampioana României în 2007 și 2008, având-o ca antrenoare pe Mariana Târcă, precum și în 2009, cu Herbert Müller pe banca tehnică. Toate cele trei finale au fost disputate în fața rivalelor de la Oltchim Râmnicu Vâlcea.
În 2008, clubul brașovean a început să experimenteze o situație financiară dificilă, care s-a prelungit și în 2009. Jucătoarele nu au mai fost plătite la zi, existând uneori întârzieri de mai multe luni în acordarea salariilor, ceea ce a dus la o situație foarte tensionată în echipă. Suma datorată de club Cristinei Neagu depășea 3 miliarde de lei vechi. În aceste condiții, Neagu, aflată sub contract cu clubul brașovean până pe 30 iunie 2010, și prietena sa, Patricia Vizitiu, au depus la Federația Română de Handbal memorii prin care solicitau să devină jucătoare libere de contract. Ulterior, gestul celor două a fost urmat și de Woo Sun Hee, jucătoarea sud-coreeană a „Rulmentului”, pentru același motiv, neplata salariului.
Herbert Müller, antrenorul echipei, declara despre această situație:
„În calitate de antrenor, nu pot decât să sper că nu se va pune problema ca Neagu să părăsească Rulmentul Brașov. Știu că are oferte, dar dacă nu ar avea, ar însemna că lumea handbalului din Europa este oarbă. Nu pot spune cât valorează în bani, dar din punctul meu de vedere este de neînlocuit și vrem să construim viitoarea echipă a Rulmentului în jurul ei.”
Teodor Florescu, patronul echipei brașovene, și Remus Cojocaru, președintele clubului, au declarat că au făcut toate eforturile pentru a o păstra pe Neagu la „Rulmentul”, plătindu-i în primă fază o mare parte din restanțele financiare, însă jucătoarea, alături de Patricia Vizitiu, a fost fermă, solicitând în continuare desfacerea contractului.
Pe 24 februarie 2009, Secretarul general al Federației Române de Handbal, Mihai Marinescu, a declarat că handbalistele Neagu și Patricia Vizitiu au devenit libere de contract, după ce, pe 23 februarie, expirase termenul impus pentru ca Rulmentul Brașov să le achite salariile restante din luna mai 2008.
În această perioadă, de Cristina Neagu s-au interesat câteva cluburi importante precum Hypo Niederösterreich sau Viborg HK, acesta din urmă fiind gata să-i plătească sportivei un salariu de 200.000 de euro pe an. În final, în urma negocierilor conduse de Ioan Gavrilescu, președintele clubului Oltchim, Neagu a semnat pentru campioana României, antrenată la acea dată de Radu Voina. Odată cu ea, clubul vâlcean a transferat-o și pe Patricia Vizitiu.

### Evoluția la „Oltchim” (2009–2013)

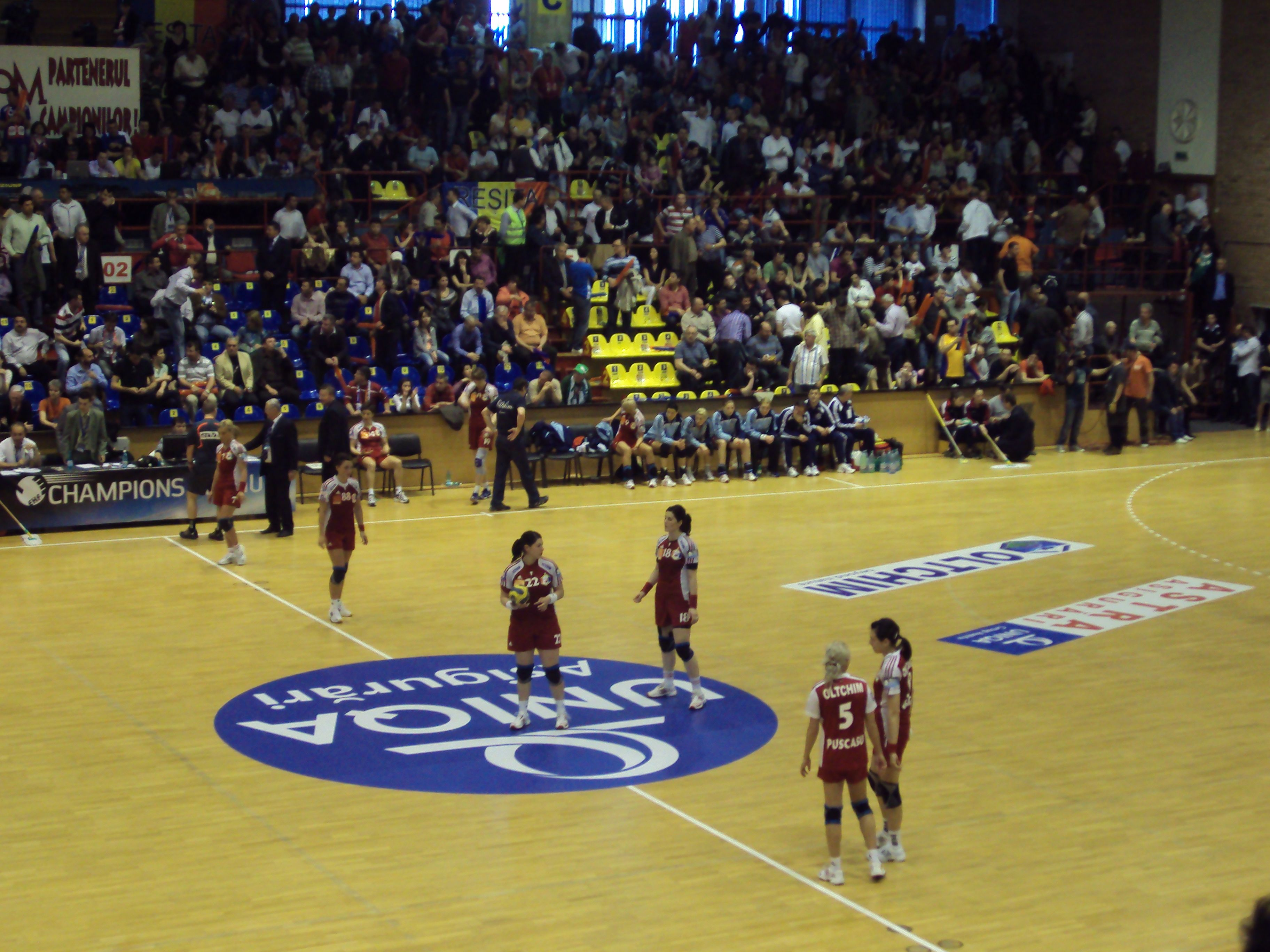
Neagu, prima din dreapta, pe 18 aprilie 2010, în semifinala Ligii Campionilor Oltchim–Győri ETO KC.

Cristina Neagu și Patricia Vizitiu au semnat pentru clubul Oltchim pe 28 februarie 2009. Neagu a declarat:
„Am avut, este adevărat, mai multe oferte, dar cred că am ales ce este mai bine pentru mine. Vreau să rămân în țară pentru a-mi continua studiile și abia apoi voi vedea ce voi face. Cu siguranță nu voi avea probleme de acomodare la Oltchim Râmnicu Vâlcea, pentru că le știu pe fete de la echipa națională. Nu mă aștept la nimic altceva decât să fiu tratată așa cum merit, pentru că și eu la rândul meu voi da totul în teren.”
Încă din primul ei sezon la Oltchim, Cristina Neagu a ajuns cu echipa până în finala Ligii Campionilor EHF, jucată contra echipei daneze Viborg HK. Deși Oltchim a pierdut atât meciul tur, scor 21–28, cât și cel retur, scor 31–32, aceasta rămâne cea mai bună performanță din istoria echipei din Râmnicu Vâlcea. Neagu a terminat a noua în clasamentul marcatoarelor competiției, cu 65 de goluri înscrise, la egalitate cu Olga Levina.
În sezonul 2010–2011, la Oltchim a fost adus ca antrenor Péter Kovács. În perioada 7–19 decembrie 2010, Neagu a fost elementul de bază al echipei naționale a României care a participat la Campionatul European desfășurat în Danemarca și Norvegia. Cristina Neagu a fost golghetera competiției, cu un total de 53 de goluri din 106 aruncări. De asemenea, ea a ocupat primul loc în topul paselor de gol, cu 36 de pase, și a fost desemnată cel mai bun inter stânga, fiind inclusă în echipa ideală a campionatului. În finala mică, desfășurată pe 19 decembrie la Herning, în urma unui meci foarte strâns și spectaculos, echipa României a învins naționala Danemarcei cu scorul de 16–15, iar Neagu și coechipierele sale au câștigat medaliile de bronz. Neagu a înscris 6 din cele 16 goluri ale echipei României.
În timpul și după Campionatul European, Cristina Neagu a fost contactată de clubul Viborg HK, care își dorea transferul jucătoarei române. Antrenorul Jakob Vestergaard a declarat:
„Am fost afectați serios de accidentări anul acesta și echipa nu e la înălțime. Pentru a îndeplini ambițiile sportive e evident nevoie de întăriri. Ar fi minunat dacă Neagu ar veni la Viborg. Este una din cele mai bune jucătoare din lume și a fost golgetera Campionatului European. Dar, de asemenea, cota ei de piață a crescut mult în ultimul timp, iar pentru foarte mulți jucători salariul este un factor motivant.”
Viborg a purtat deja discuții cu agentul jucătoarei, iar antrenorul danez a adăugat că „Ne-am făcut cunoscută dorința de a o transfera și ea a spus că ar fi interesant, dar nu e încă nimic concret”. Potrivit unor zvonuri, danezii ar fi fost dispuși să îi ofere Cristinei Neagu un salariu anual de 300.000 de euro. Cu toate acestea, conducerea clubului Oltchim a reușit să o convingă pe jucătoare să rămână la campioana României. Pe 21 ianuarie 2011, Cristina Neagu și-a prelungit cu doi ani contractul cu Oltchim Râmnicu Vâlcea, pentru un salariu anual de 150.000 de euro. Handbalista a declarat că nu regretă că nu a plecat la Viborg și că a semnat „cu sufletul”. Ea a explicat:
„Am semnat din mai multe motive, nu mi-a fost greu să iau această decizie. Am semnat cu sufletul. Suporterii m-au impresionat, atașamentul lor m-a emoționat. Am semnat și pentru că la Otchim există domnul Roibu, o persoană deosebită, căreia nu am ce să-i reproșez. De asemenea, am ales să rămân la Oltchim pentru prieteni, pentru colege și familie. M-a flatat oferta de la Viborg, dar mă bucur că am rămas la Vâlcea. Vreau să câștigăm cupa, să dovedim că suntem mai tari ca Viborg.”
Odată cu prelungirea contractului Cristinei, clubul vâlcean a numit și un nou vicepreședinte, Raluca Covaci, fiica antrenoarei Maria Covaci, impresarul Cristinei Neagu. La scurtă vreme, în luna februarie, noua conducere a Oltchim l-a demis pe antrenorul Péter Kovács din cauza „problemelor de comunicare cu jucătoarele” și a numit-o în locul său pe daneza Anja Andersen.
La puțină vreme după ce a ajuns la echipă, Andersen a constatat că Neagu juca de multă vreme cu mari dureri la umărul brațului drept, de aruncare. Daneza a convins-o să nu mai arunce la poartă în primele meciuri din Liga Campionilor pe care echipa le-a jucat de la venirea ei, stârnind nemulțumirea unor oficiali ai clubului. Mai mult, Andersen a mers cu Neagu la un medic din Danemarca, iar acesta a sfătuit-o să se opereze. În primă fază handbalista a preferat un tratament, cunoscând cazul Simonei Gogîrlă, care considera că forța aruncării i‑a scăzut cu peste 25%, sau al Gabrielei Rotiș‑Nagy, care avea încă dureri după opt luni de la operație. La recomandarea lui Ion Țiriac, Cristina Neagu a urmat un tratament prin presopunctură la o clinică din Austria, apoi nu s-a mai antrenat timp de două luni, dar durerile persistau. Fără ea echipa a ratat sezonul, terminând pe ultimul loc în grupele principale ale Ligii Campionilor, iar Anja Andersen a fost demisă după doar o lună și patru zile din contract.
În luna iunie 2011, Ion Țiriac i‑a sugerat Cristinei, care nu mai jucase în vreun meci din luna februarie, să fie consultată de un medic din New York care o operase și pe tenismena Maria Șarapova. După un examen cu un computer tomograf medicul i‑a explicat handbalistei că are o gaură în cartilajul umărului și i‑a recomandat operația, care presupunea o reconstrucție regenerativă a cartilajului. Recuperarea urma să fie una îndelungată, de circa un an. Handbalista a decis să se opereze, iar Anja Andersen, aflată întâmplător în Statele Unite, a venit să-i fie alături. Mai multe voci din România, printre care antrenorul Radu Voina, au considerat că operația e o greșeală:
„Cristina e prost sfătuită și există riscul să nu mai poată juca niciodată handbal. Dacă se operează, nu cred că va redeveni ce a fost cândva.”
Cristian Gațu, președintele de la acea vreme al Federației Române de Handbal, s-a arătat deranjat de momentul ales de Neagu pentru a se opera, fiind conștient că handbalista va rata participarea la Campionatul Mondial din 2011 și, foarte posibil, și campania de calificare la Jocurile Olimpice din 2012:
„O să-i tăiem indemnizația olimpică dacă nu prezintă situația medicală.”
Referitor la recuperarea Cristinei Neagu după operație, Radu Voina a declarat:
„Aș vrea să mă înșel, dar nu cred că Neagu va putea să joace handbal mai repede decît luna ianuarie a anului viitor.”
Estimarea antrenorului Voina s-a dovedit însă una optimistă. În timp ce naționala României, cu Voina pe bancă, dar fără Cristina Neagu în echipă, s-a clasat abia pe locul al 13-lea la Campionatul Mondial, al doilea cel mai slab din istoria participărilor României la această competiție, handbalista a început antrenamentele în bazin, la sala de forță și alergările, fără să aibă însă voie să folosească mingea sau să arunce la poartă. În toată perioada de recuperare, jucătoarea a mers la control în Statele Unite la fiecare două luni, efectuând numeroase investigații RMN.
Neagu nu a revenit nici în luna mai 2012, iar România a ratat calificarea la Jocurile Olimpice, fiind învinsă la turneul de calificare de la Lyon de Franța și Muntenegru. Jucătoarea a subliniat în mai multe interviuri că nu-și dorește decât să se recupereze complet și să revină pe terenul de handbal, iar colegele ei au povestit că Neagu își petrecea aproape tot timpul la Sala „Traian”, antrenându-se mai întâi 4–5 ore pe zi, apoi de dimineața până seara. Sportiva a putut abia după nouă luni de la operație să arunce prima dată cu mingea, iar în septembrie 2012 a avut primul antrenament oficial cu echipa Oltchim.
Cristina Neagu a revenit pe teren pe 10 octombrie 2012, într-un meci din Liga Națională contra echipei Corona Brașov desfășurat în deplasare. Ea a jucat doar cinci minute și n‑a aruncat la poartă decât o dată, când a înscris de la 7 metri. Următorul meci a fost cel de pe teren propriu contra Hypo Niederösterreich, din Liga Campionilor EHF, câștigat de Oltchim cu 30–25, în care Neagu a jucat 31 de minute și a înscris 3 goluri.
Revenirea handbalistei s-a produs în mijlocul unor mari probleme cauzate de retragerea finanțării echipei de către sponsorul principal, SC Oltchim, pe fondul gravei situații financiare a combinatului. În căutarea unui nou sponsor s-au implicat inclusiv președintele Federației Române de Handbal, Cristian Gațu, și prim-ministrul României de la acea vreme, Victor Ponta. La jumătatea lunii octombrie 2012, presa a făcut public faptul că OMV Petrom a acceptat să sponsorizeze în mod limitat evoluția echipei în Liga Campionilor, cu condiția ca aceasta să performeze în competiție. Într-un interviu, Neagu a declarat că ea și colegele sale „se bucură că problemele financiare sunt pe cale să se rezolve”.
Sub conducerea noului antrenor, danezul Jakob Vestergaard, echipa a luat un start bun în Liga Campionilor, câștigând Grupa Preliminară A. Pe 28 ianuarie 2013 însă, în timpul unui antrenament în Sala „Traian”, Neagu s-a accidentat grav, fiind diagnosticată ulterior cu ruptură de ligamente încrucișate la genunchiul piciorului stâng. Handbalista s-a operat în luna februarie la doctorul belgian Marc Martens, fiind obligată apoi să stea departe de terenul de joc o perioadă de șase luni.

### Evoluția la „Budućnost” (2013–2017)

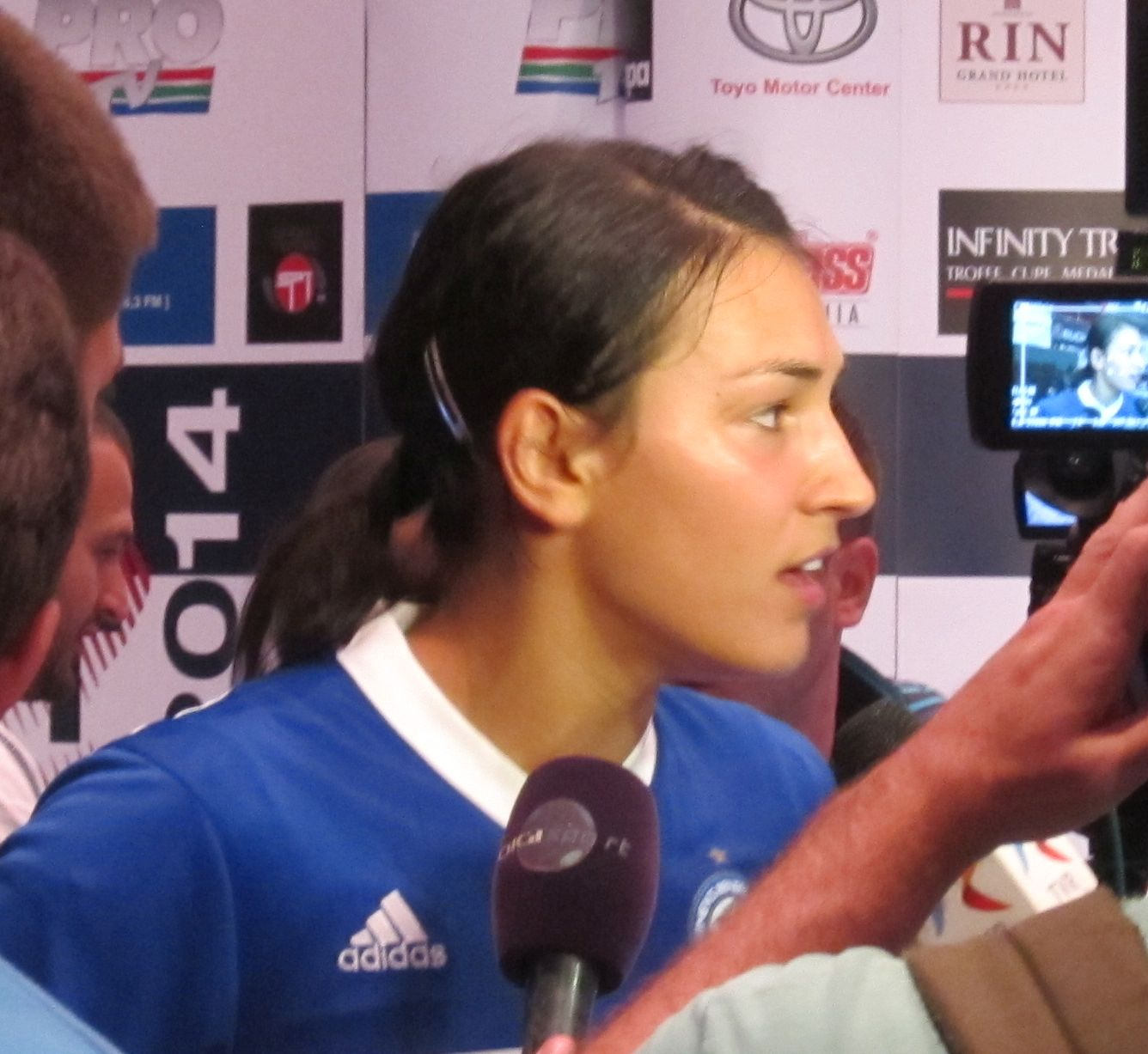
Cristina Neagu, în tricoul lui Budućnost, în timpul unui interviu la Bucharest Trophy 2014

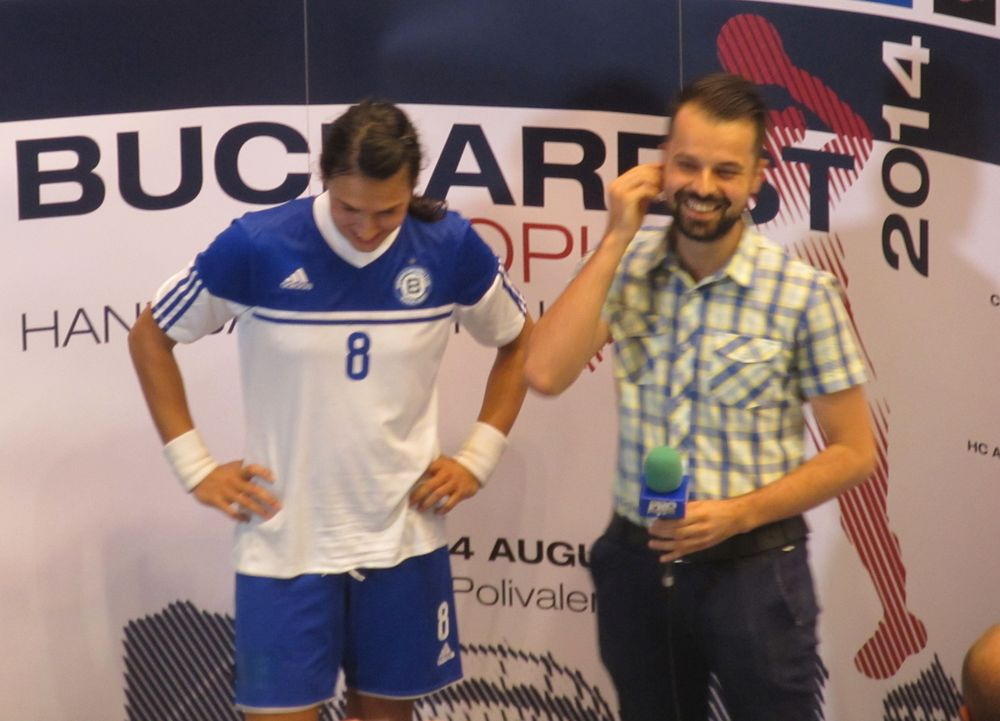
Cristina Neagu, în tricoul lui Budućnost, în timpul unui interviu la Bucharest Trophy 2014.

În vara anului 2013, ca urmare a gravelor probleme financiare ale clubului, formația Oltchim s-a destrămat, iar handbalistele s-au transferat la alte echipe. Neagu, aflată încă în perioada de recuperare după accidentarea la genunchi, a semnat un contract pe un an cu campioana Muntenegrului, ŽRK Budućnost. Transferul handbalistei române a fost posibil prin mijlocirea fostei mari jucătoare a echipei muntenegrene, Bojana Popović.
Neagu a fost prezentată de ŽRK Budućnost pe 15 iunie 2013 și a putut efectua primele antrenamente oficiale spre sfârșitul lunii august 2013. Încă nerefăcută complet după accidentare, Neagu a jucat, pe 6 octombrie 2013, prima ei partidă oficială în tricoul lui Budućnost, un meci din Liga Campionilor EHF împotriva polonezelor de la MKS Selgros Lublin, pe care muntenegrencele l-au câștigat decisiv, cu 31–19. Neagu a înscris 4 goluri. În acel sezon, handbalista română a ajuns cu Budućnost până în finala Ligii Campionilor, pe care a pierdut-o în fața lui Győri Audi ETO KC, scor 21–27. La finalul competiției, Neagu s-a clasat pe locul al 7-lea în clasamentul marcatoarelor, cu 64 de goluri înscrise în 13 meciuri.
Încă din ianuarie 2014, clubul Budućnost și-a asigurat serviciile jucătoarelor române și în anul următor, aceasta semnând un nou contract cu durata de un an.
Sezonul următor, 2014–2015, a fost cel mai de succes din cariera handbalistei. În urma unui parcurs de excepție, Neagu a câștigat cu Budućnost Liga Campionilor, învingându-le în finala Final 4 pe norvegienele de la Larvik HK, cu scorul de 26–22. Neagu a terminat competiția ca cea mai bună marcatoare, la egalitate cu Andrea Penezić, după ce a înscris un total de 102 goluri. În plus, ea a fost selectată și în echipa ideală a Ligii Campionilor, fiind votată cel mai bun intermediar stânga.
La fel ca în anul anterior, în ianuarie 2015 Cristina Neagu și-a prelungit pentru încă un an contractul cu clubul muntenegrean.
În sezonul 2015–2016, Neagu s-a calificat cu Budućnost în Final 4-ul Ligii Campionilor, fiind învinsă în semifinale de Győri Audi ETO KC cu scorul de 20–21. Neagu s-a clasat a treia în topul marcatoarelor competiției, cu 94 de goluri înscrise în 15 meciuri. În ianuarie 2016, handbalista și-a prelungit cu încă un an contractul cu ŽRK Budućnost.

La fel în anul anterior, Cristina Neagu a ajuns cu Budućnost în sezonul 2016–2017 până în Final 4-ul Ligii Campionilor, fiind învinsă din nou în semifinale de Győri Audi ETO KC. Neagu s-a clasat pe locul al treilea în topul marcatoarelor competiției, cu un total de 90 de goluri, la egalitate cu Katarina Bulatović. Ea a fost inclusă și în echipa ideală a Ligii Campionilor, fiind votată cel mai bun intermediar stânga.

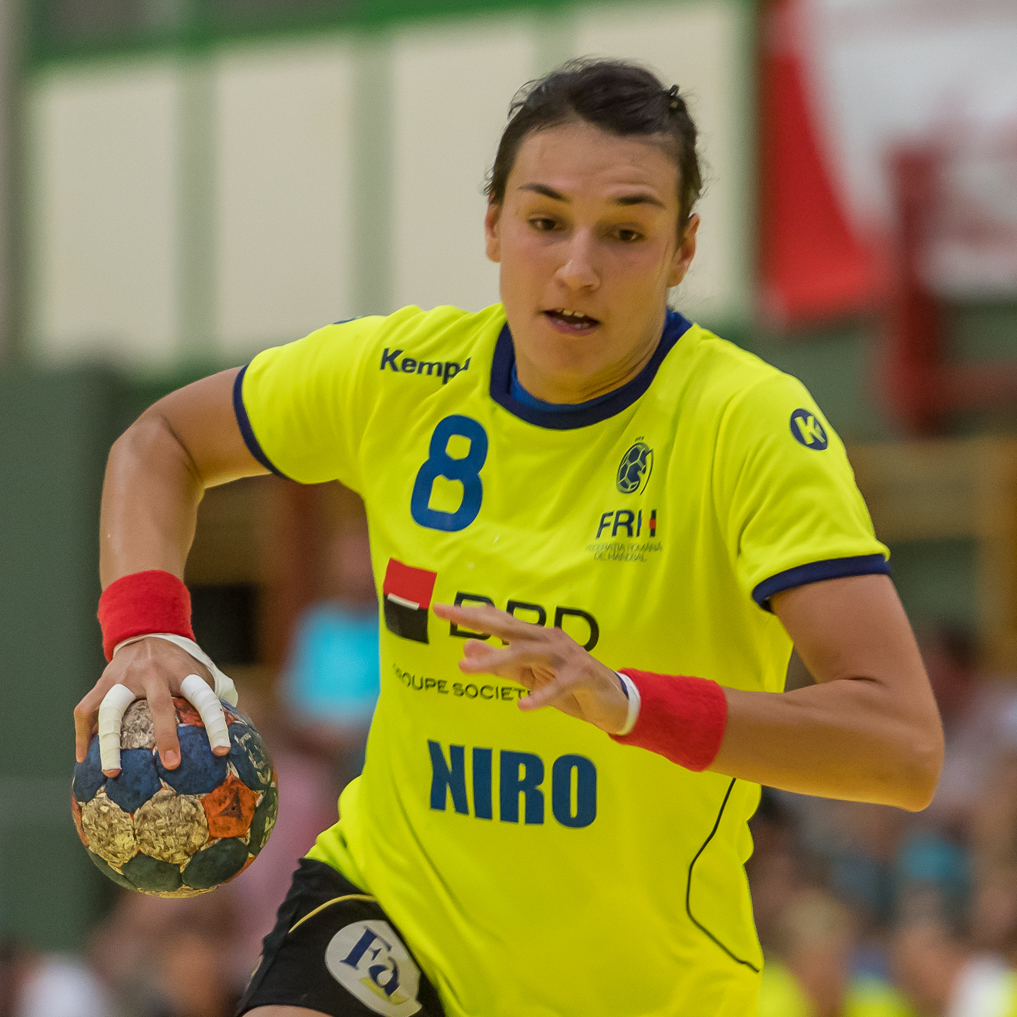
Cristina Neagu pe 13 iunie 2017, într-un meci disputat de România contra Austriei

În februarie 2017 presa a anunțat că handbalista nu-și va mai prelungi contractul la Podgorica și că a semnat cu echipa românească CSM București. Neagu a fost prezentată oficial de CSM București în martie 2017. Într-un interviu din toamna aceluiași an, Neagu a declarat că fanii i-au cerut „să se întoarcă acasă”.
În cei patru ani petrecuți la ŽRK Budućnost, Cristina Neagu a învățat limba muntenegreană și a câștigat de trei ori cupa și de patru ori campionatul Muntenegrului.

## Cea mai bună jucătoare din lume
Pe 14 ianuarie 2011, cu ocazia conferinței de presă oficiale a Campionatului Mondial masculin din Suedia, de la Göteborg, Neagu a fost desemnată de către Federația Internațională de Handbal (IHF) cea mai bună jucătoare din lume în anul 2010. A fost desemnată cea mai bună jucătoare a lumii și în 2015, 2016 și 2018, devenind prima handbalistă din istorie câștigătoare de patru ori a acestui trofeu.

## Retragerea din activitatea competițională
În decembrie 2023, Cristina Neagu și-a anunțat retragerea din echipa națională, la revenirea lotului de la Campionatul Mondial din Danemarca, Norvegia și Suedia.
În septembrie 2024, Cristina Neagu a anunțat că sezonul 2024–2025 este ultimul pe terenul de handbal: „Sunt 25 de ani de carieră și 20 la cel mai înalt nivel, am trăit multe momente frumoase” a declarat ea în momentul în care și-a anunțat retragerea din handbal.
La meciul ei de retragere (organizat la 8 iunie 2025 în București), a fost prezent și președintele României, Nicușor Dan, care i-a lăudat cariera.

## Palmares
Club
- Liga Campionilor EHF:
  -  Câștigătoare: 2015
  - Finalistă: 2010, 2014

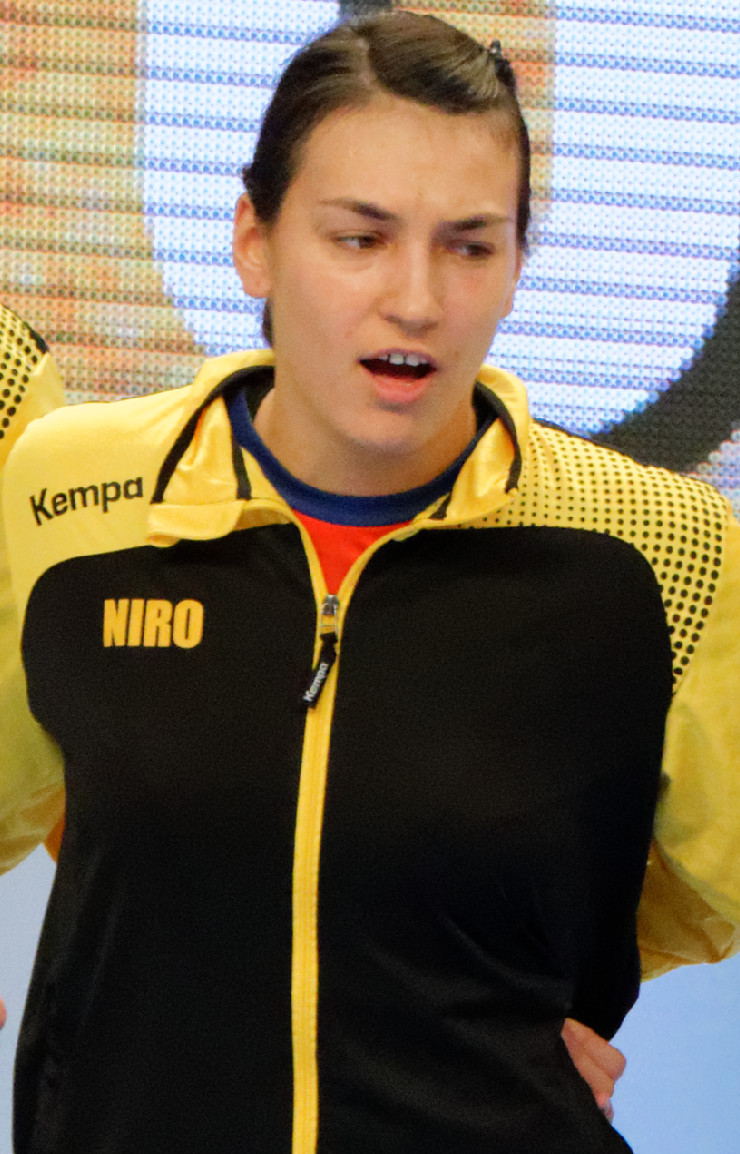
Cristina Neagu (9 mai 2016)

  - Semifinalistă: 2009, 2012, 2013, 2016, 2017, 2018
- Cupa Cupelor EHF:
  - Finalistă: 2008
- Liga Națională:
  -  Câștigătoare: 2009, 2010, 2011, 2012, 2013, 2018, 2021
- Cupa României:
  -  Câștigătoare: 2011, 2018, 2019, 2022
  - Finalistă: 2007, 2020, 2021
- Supercupa României:
  -  Câștigătoare: 2011, 2017, 2019
  - Finalistă: 2018, 2020, 2021
- Campionatul Muntenegrului:
  - Câștigătoare: 2014, 2015, 2016, 2017
- Cupa Muntenegrului:
  -  Câștigătoare: 2014, 2015, 2016, 2017
- Liga Regională Feminină:
  - Câștigătoare: 2014, 2015, 2016

Echipa națională
- Campionatul Mondial:
  -  Medalie de bronz: 2015
- Campionatul European:
  -  Medalie de bronz: 2010
- Campionatul Mondial pentru Junioare:
  -  Medalie de bronz: 2006
- Campionatul European pentru Junioare:
  -  Medalie de argint: 2005
- Campionatul European pentru Tineret:
  -  Medalie de bronz: 2007

## Palmares individual

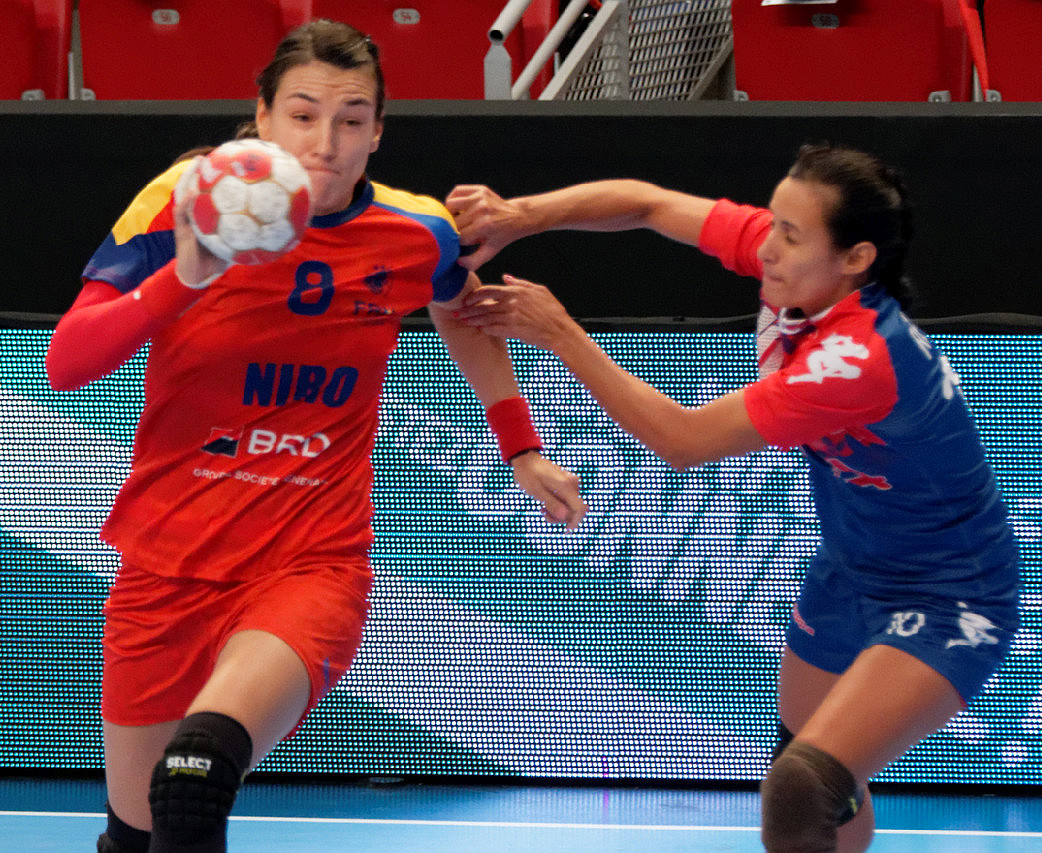
Neagu pe 29 noiembrie 2015, într-un meci împotriva Cubei

- Cea mai bună marcatoare din istoria Campionatului European: 3 decembrie 2018[79][80]
- Cea mai bună handbalistă a anului-IHF: 2010, 2015[81], 2016[82], 2018[75]
- Cel mai bun debutant al anului-IHF: 2009[83]
- Cea mai bună handbalistă română: 2009, 2010, 2015, 2016[84], 2017[85], 2018[86]
- Cea mai bună handbalistă de naționalitate română care activează în Liga Națională: 2017, 2018, 2019[87]
- Cea mai bună sportivă din România: 2015[88]
- Cea mai valoroasă jucătoare (MVP) a Final Four-ului Cupei României: 2018
- Cel mai bun inter stânga al Campionatului European: 2010, 2014, 2016[89], 2022
- Cea mai bună medie de goluri pe meci la Campionatul European: 2016 (7,7 goluri/meci)[90]
- Cea mai bună marcatoare (53 de goluri) a Campionatului European: 2010[91]
- Cea mai bună pasatoare (36 de pase de gol) a Campionatului European: 2010
- Cea mai bună handbalistă (MVP) a Campionatului European pentru Junioare: 2005
- Cea mai bună handbalistă (MVP) a Campionatului Mondial pentru Junioare: 2006
- Cel mai bun inter stânga al Campionatului European pentru Tineret: 2007
- Cea mai bună handbalistă (MVP) a Cupei Mondiale din Danemarca: 2009, 2010
- Cea mai bună marcatoare în Liga Campionilor EHF: 2015 (102 goluri), 2018 (110 goluri), 2022 (110 goluri)
- Cel mai bun inter stânga al Ligii Campionilor EHF: 2015, 2016, 2017, 2018, 2019, 2022
- Cea mai bună marcatoare a Trofeului Carpați: 2006,[92] 2015
- Cel mai bun inter stânga al Bucharest Trophy: 2014[93], 2015
- Cea mai bună marcatoare a Campionatului Mondial: 2015 (63 de goluri)[94]
- Cel mai bun inter stânga al Campionatului Mondial: 2015[95]
- Cea mai bună jucătoare (MVP) a Campionatului Mondial: 2015[95]
- Handball-Planet.com Female World Handball Player: 2015[96], 2016[97]

## Distincții
- Cetățean de onoare al municipiului București: 2017[98]
- Ordinul Național „Serviciul Credincios” în grad de cavaler: 2025[99]